# Fritz X
Fritz X je najpogostejše ime za nemško radijsko vodeno protiladijsko raketo prve generacije, ki jo je nemška vojska uporabljala v drugi svetovni vojni. Znana je tudi pod imeni Ruhrstahl SD 1400 X,X-1, PC 1400X in FX 1400.

## Zgodovina
Fritz X je nastal kot posledica nadaljevanja razvoja  nemške težke bombe SD 1400 (Splitterbombe, Dickwandig, 1400 kg). Nemci so poskušali to učinkovito bombo napraviti še boljšo, zaradi česar so prišli na idejo, da bi novo orožje opremili z raketnim motorjem in nekakšnim usmerjevalnim sistemom. Posledica teh idej je nastanek povsem novega tipa bombe, ki je postala prva »pametna bomba« v operativni uporabi. Začetki razvoja segajo v leto 1938, ko je nemški konstruktor Max Kramer začel eksperimentirati z radijsko vodenimi gravitacijskimi bombami, kar je posledično pripeljalo tudi do razvoja letečih bomb. K sodelovanju je bilo povabljeno tudi podjetje Ruhrstahl, ki je že imelo izkušnje z izdelavo klasičnih bomb.
Fritz X je dobil aerodinamičen nos, sredinske in repne stabilizatorje ter radijski oddajnik, preko katerega je upravljavec vodil bombo do cilja. Kot platformo za izstreljevanje Fritz X bombe so nemci predelali bombnike Heinkel He 111, Heinkel He 117 in Dornier Do 217. Osnovna naloga nove bombe je bilo protiladijsko bojevanje, slabost tega orožja v primerjavi s podobnimi bombami Henschel Hs 293 pa je bila v tem, da je moralo letalo, v katerem je bil operater skozi celotno operacijo ostati v vidnem stiku s ciljem. Poleg tega je bila zaradi varnosti minimalna višina odmeta bombe kar 4.000 metrov.

## Bojna uporaba
Fritz X so prvič preizkusili 29. avgusta 1943, že 9. septembra pa so ga prvič učinkovito uporabili, ko so z eno tako bombo napadli italijanske ladje, ki so se po prestopu Italije k zaveznikom poskušale iz italijanskega pristanišča La Spezia prebiti do Malte. Da bi to preprečili, so nemci nad ladjevje poslali 12 bombnikov Do 217 III. skupine KG100, oboroženih z novimi bombami Fritz X. V napadu je bila potopljena italijanska bojna ladja Roma, njena sestrska ladja Italia pa je bila močno poškodovana.
En teden kasneje so nemci spet učinkovito uporabili svoje novo orožje, ko so v bližini Salerna napadli in trikrat zadeli britansko bojno ladjo Warspite ter jo močno poškodovali.

### Žrtve Fritz X bombe
- ameriška križarka USS Philadelphia
- ameriška križarka USS Savannah, Salerno - poškodovana, 11. september 1943
- britanska križarka HMS Uganda, poškodovana, Salerno - 13. september 1943

### Protiukrepi
Radijski upravljalni sistem, poznan pod imenom Straßburg-Kehl, ki so ga Nemci uporabili pri bombah Fritz X, je bil sprva sicer zanesljiv, a ga je bilo kasneje mogoče prevarati. To so zavezniki ugotovili po naključju, ko naj bi ena izmed takih bomb nekoč tik preden bi morala zadeti ladjo, izgubila smer in padla v morje. Po temeljiti raziskavi so ugotovili, da je do motenj v upravljalnem sistemu prišlo zaradi uporabe brivnika, ki naj bi ga ravno takrat uporabljal kapitan. Nadaljnje raziskave so pripeljale do tega, da so začeli do izkrcanja v Normandiji na ladje nameščati posebne motilnike radijskih signalov, ki so močno zmanjšali nevarnost zadetka z novo nemško bombo. S tem so preprečili nadaljnje uspehe tega do tedaj revolucionarnega orožja.